# Saperda cretata
Saperda cretata är en skalbaggsart som beskrevs av Newman 1838. Saperda cretata ingår i släktet Saperda och familjen långhorningar. Inga underarter finns listade i Catalogue of Life.